# 星田 (交野市)
星田（ほしだ）は、大阪府交野市の地名。現行行政地名は、星田1丁目から9丁目と大字星田。

## 地理
交野市の南部に位置する。JR片町線（学研都市線）を挟んで北に星田北、東に藤が尾・妙見坂・妙見東・私市、南に四條畷市、西に南星台・星田山手・星田西・寝屋川市と接している。

### 河川
- 妙見川[7]（星田妙見川[8][9]） - 天野川支流[8]。
- 傍示川[7] - 寝屋川上流部分の名称[10]。タチ川とも呼ばれる[11]。

### 湖沼
- 大池（8丁目）[6] - 星田大池とも[12]。
- 全現堂池（8丁目）[6] - 「せんげんどういけ」と読み、浅間堂池や金現堂池とも書く[13]。

## 歴史

### 平安時代
河内国交野郡の荘園として、平安時代より星田荘の名が見える。その荘域は現在の交野市星田を中心として、寝屋川市の寝屋・打上・国守町付近にまで及んでいたとみられる。
保元元年（1156年）10月13日付の平清盛書状が星田荘の初見となる。この書状は、「星田庄」は「故院御時」の御沙汰では「御牧」内ではなかったとする内容のもので、鳥羽上皇の院政期（1129–1156年）に星田荘が成立したことがうかがえる。保元4年（1159年）1月の円成院領星田庄解によると、星田荘は当初福御牧に含まれていたが、長承元年（1132年）に任じられた河内守清原俊資の時に牧から分離・独立し、久寿元年（1154年）に鳥羽上皇の后である美福門院の祈祷所となって、興福寺別院円成院の仏聖料所になったという。
保元元年（1156年）の平清盛書状は、星田荘が福御牧との関係を断つため訴え出たことに対して発給されたものだった。その際訴訟に敗れた福御牧は、保元4年（1159年）1月、沙汰人を星田荘に送り込む。沙汰人たちは院庁下文を持たず院別当殿の仰せと称して、荘民20余人の住宅を追捕して資財調度を捜し取り、さらに荘園を廃止して牧内に入れ、牧役に従事するよう荘民に言い渡した。同月の解状はそれを受けて興福寺の公文所に訴え出た時のもので、星田荘はこれ以後も存続している。
また、平地部の星田荘に対し、現在の交野市寺・森・私市・星田などの山地一帯は三宅山という名の荘園だった。三宅山は延喜年間（901–923年）には守部氏が領有しており、天暦4年（949年）までに石清水八幡宮領となっている。

### 南北朝時代から安土桃山時代にかけて
文中元年（1372年）9月16日付の長慶天皇綸旨に「大交野庄内星田郷国衙分」とある。綸旨によると、星田郷は石清水八幡宮毎日御供料所となっており、八幡権別当の了清がそれを管領させられた。大交野荘は、治承3年（1179年）の時点で石清水八幡宮の宝前内殿長日御供料所となっている荘園で、星田荘との関係については不明であるとも、星田荘と同一であるともいう。応永年間（1394–1428年）までに大交野荘は南北に分かれ、星田郷は南荘の中心地となっていた。
文明14年（1481年）3月の畠山政長の禁制案にも「石清水八幡宮日御供米領」として「河内国交野郡星田郷」の名があり、軍勢による陣取や竹木の伐採、濫妨狼藉などが禁じられている。文亀元年（1501年）4月の室町幕府奉行人連署奉書においても、石清水八幡宮領として安堵されている。
当初直務だった星田郷は請所へと変わり、永禄12年（1569年）には安見右近丞が領知していた。同年、右近は御供米120石が無沙汰であるとして、石清水八幡宮から幕府に訴えられている。これに先立つ永禄4年（1561年）にも御供米の未納が問題となっており、天正4年（1579年）には「安見新□郎」（新七郎）が120石を納めていないとして、右近の時と同様に訴えられている。
天正12年（1584年）2月の羽柴秀吉の判物に「河州交野星田庄内当社御供米百弐拾石事」とあり、これが荘名として見える最後となる。秀吉は星田荘内の120石を石清水八幡宮の善法寺に寄進、または御供米120石を社納している。

### 江戸時代
江戸時代の村名は星田村である。河内国交野郡に属した。
慶長年間（1596–1615年）以降、星田村の一部は近江西大路藩の市橋氏領になっており、その後、一部が石清水八幡宮領、寛永10年（1633年）にそれ以外の場所が山城淀藩の永井氏領となっている。正保年間（1644–1648年）の村高は1,535石余りで、その内1,306石余りが市橋氏領、109石余りが永井氏領、120石余りが石清水八幡宮領だった。永井氏領は万治元年（1658年）に旗本永井氏領となり、貞享4年（1687年）に幕府領、元禄7年（1694年）に相模小田原藩の大久保氏領となった。
『徳川実紀』によると、元和元年（1615年）5月5日、徳川家康が星田に布陣している（大坂夏の陣）。

### 明治以降
1881年（明治14年）、星田村は大阪府に属し、1889年（明治22年）に自治体としての星田村が成立した。当初は交野郡に属し、1896年（明治29年）より北河内郡に所属した。
1955年（昭和30年）、星田村は交野町の一部となり、大字星田が成立。1971年（昭和46年）に交野市の大字となった。

### 地名の由来
『大阪府全志』は、七曜星降臨の伝説に由来するという説を載せる。小松神社の縁起によると、弘仁年間（810–824年）に弘法大師が獅子窟で仏眼尊の秘法を修めていたところ、天から七曜星が降臨した。その降臨した場所が後の星田の内の三か所だったため、星田という地名になったという。
『交野町史』は、星田の一帯は水が乏しく稲を作っても収穫のない地域であったため、田を干して牛馬の放牧地にしたとし、これにより「乾し田」と呼ばれるようになったとしている。
『交野市史』は、星田が複合扇状地にあることから水田開発があまり進まず、また星田を流れる妙見川・傍示川が天井川であるため古くから氾濫が絶えなかったと推測したうえで、星田の地名が「干す」に由来する可能性を指摘している。

### 沿革
- 1889年（明治22年） - 自治体としての交野郡星田村が成立[15]。大字は設けていない[15]。
- 1896年（明治29年） - 所属郡が北河内郡となる[15]。
- 1955年（昭和30年） - 交野町の一部となり、大字星田が成立[15]。
- 1971年（昭和46年） - 交野市の大字となる[15]。
- 1973年（昭和49年） - 藤が尾1–6丁目が分離[34]。また、星田と私市の一部が妙見坂1–4丁目、妙見東1–4丁目となる[35][注釈 2]。
- 1974年（昭和49年） - 南星台1–5丁目、星田山手1–5丁目が分離[37]。
- 1975年（昭和50年） - 一部が私市9丁目となる[38]。
- 1987年（昭和62年）2月1日 - 星田北が分離[39]。星田のうち、山間部と一部の区域を除いて住居表示を実施[39]。
- 1987年（昭和62年）5月15日 - 妙見東5丁目が分離[40]。
- 1990年（平成2年）11月5日 - 星田西が分離[41]。

## 世帯数と人口
2024年（令和6年）3月31日現在の世帯数と人口は以下の通りである。
| 丁目      | 世帯数    | 人口    |
| --------- | --------- | ------- |
| 大字星田  | 54世帯    | 167人   |
| 星田1丁目 | 634世帯   | 1,345人 |
| 星田2丁目 | 277世帯   | 660人   |
| 星田3丁目 | 162世帯   | 343人   |
| 星田4丁目 | 510世帯   | 1,187人 |
| 星田5丁目 | 638世帯   | 1,167人 |
| 星田6丁目 | 249世帯   | 528人   |
| 星田7丁目 | 555世帯   | 1,370人 |
| 星田8丁目 | 600世帯   | 1,389人 |
| 星田9丁目 | 476世帯   | 1,371人 |
| 計        | 4,155世帯 | 9,527人 |

## 学区
市立の小・中学校に通う場合、学区は以下の通りとなる。
| 町丁            | 番・番地等           | 小学校               | 中学校             |
| --------------- | -------------------- | -------------------- | ------------------ |
| 星田1・3・8丁目 | 全域                 | 交野市立星田小学校   | 交野市立第三中学校 |
| 星田2丁目       | 市道交野山手線以西   | 交野市立星田小学校   | 交野市立第三中学校 |
| 星田4丁目       | 1–14番               | 交野市立星田小学校   | 交野市立第三中学校 |
| 星田5丁目       | 1–23番               | 交野市立星田小学校   | 交野市立第三中学校 |
| 星田9丁目       | 市道交野山手線以北   | 交野市立星田小学校   | 交野市立第三中学校 |
| 星田2丁目       | 市道交野山手線以東   | 交野市立妙見坂小学校 | 交野市立第三中学校 |
| 星田9丁目       | 市道交野山手線以南   | 交野市立妙見坂小学校 | 交野市立第三中学校 |
| 大字星田        | 旭小学校校区以外     | 交野市立妙見坂小学校 | 交野市立第三中学校 |
| 星田4丁目       | 15–38番              | 交野市立旭小学校     | 交野市立第三中学校 |
| 星田5丁目       | 24–32番              | 交野市立旭小学校     | 交野市立第三中学校 |
| 星田6・7丁目    | 全域                 | 交野市立旭小学校     | 交野市立第三中学校 |
| 大字星田        | 妙見坂小学校校区以外 | 交野市立旭小学校     | 交野市立第三中学校 |

## 施設・園地

### ほしだ園地
大阪府民の森 ほしだ園地（おおさかふみんのもり ほしだえんち）は、大字星田にある自然公園。府が指定する大阪府民の森のひとつ。園内に星のブランコが存在することで知られている。

### その他の施設
- 交野市立星田小学校（3丁目）[44]
- 交野市立旭小学校（4丁目）[45]
- 交野市立第三中学校（8丁目）[46]
- 星田会館（3丁目）[47] - 交野市役所の市民サービスコーナー[48][49]、及び交野市立図書館の図書室を設置[50]。
- ニッコー 星田店（3丁目）[51]
- トップワールド 星田店（5丁目）[52]
- 平和台霊園（7丁目）[53]
- 星田公園（3丁目）[54] - 徳川家康が旗印の白旗を掛けたという旗掛け松跡の石碑がある[55]。

## 寺社
- 星田神社（2丁目）[56]
- 小松神社[57]（星田妙見宮、9丁目）[58] - 御神体とする巨岩は、七曜星降臨伝説（前述）における星石の一つ[59]。七曜星が降りたとされる三か所は「八丁三所」（はっちょうみところ[60]、はっちょうみどころ[61]）と呼ばれる[61][62]。
- 光林寺（1丁目）[63] - 七曜星が降りた八丁三所の一つで[61][62]、山号は降星山[64]。
- 善林寺（1丁目）[65]
- 薬師寺（1丁目）[66]
- 光明寺（2丁目）[67]
- 星田寺（2丁目）[68]
- 慈光寺（3丁目）[69]
- 小松寺（9丁目）[70]
- 星ノ森之宮（7丁目）[71] - 星ノ森（星の森）は八丁三所の一つ[61][62]。石を御神体とする祠があった[72]。

## 交通

### 鉄道
- JR片町線（学研都市線） - 星田駅（5丁目）[73]

### バス
- 京阪バス[74]

### 道路
- 大阪府道20号枚方富田林泉佐野線[6]
- 大阪府道154号私市太秦線[6]